# Philippe Apeloig
 (mai 2025).
La mise en forme du texte ne suit pas les recommandations de Wikipédia : il faut le « wikifier ».
Les points d'amélioration suivants sont les cas les plus fréquents. Le détail des points à revoir est peut-être précisé sur la page de discussion.
- Les titres sont pré-formatés par le logiciel. Ils ne sont ni en capitales, ni en gras.
- Le texte ne doit pas être écrit en capitales (les noms de famille non plus), ni en gras, ni en italique, ni en « petit »…
- Le gras n'est utilisé que pour surligner le titre de l'article dans l'introduction, une seule fois.
- L'italique est rarement utilisé : mots en langue étrangère, titres d'œuvres, noms de bateaux, etc.
- Les citations ne sont pas en italique mais en corps de texte normal. Elles sont entourées par des guillemets français : « et ».
- Les listes à puces sont à éviter, des paragraphes rédigés étant largement préférés. Les tableaux sont à réserver à la présentation de données structurées (résultats, etc.).
- Les appels de note de bas de page (petits chiffres en exposant, introduits par l'outil «  Source ») sont à placer entre la fin de phrase et le point final[comme ça].
- Les liens internes (vers d'autres articles de Wikipédia) sont à choisir avec parcimonie. Créez des liens vers des articles approfondissant le sujet. Les termes génériques sans rapport avec le sujet sont à éviter, ainsi que les répétitions de liens vers un même terme.
- Les liens externes sont à placer uniquement dans une section « Liens externes », à la fin de l'article. Ces liens sont à choisir avec parcimonie suivant les règles définies. Si un lien sert de source à l'article, son insertion dans le texte est à faire par les notes de bas de page.
- La présentation des références doit suivre les conventions bibliographiques. Il est recommandé d'utiliser les modèles {{Ouvrage}}, {{Chapitre}}, {{Article}}, {{Lien web}} et/ou {{Bibliographie}}. Le mode d'édition visuel peut mettre en forme automatiquement les références.
- Insérer une infobox (cadre d'informations à droite) n'est pas obligatoire pour parachever la mise en page.

Pour une aide détaillée, merci de consulter Aide:Wikification.
Si vous pensez que ces points ont été résolus, vous pouvez retirer ce bandeau et améliorer la mise en forme d'un autre article.
 (mai 2025).
Philippe Apeloig, né en 1962 à Paris, est un designer graphique et typographe français. Son travail avec des marques internationales, des institutions culturelles, des maisons d'édition et des galeries d'art lui vaudront plusieurs expositions rétrospectives. Il est nommé chevalier des Arts et des Lettres en 2011.

## Biographie

### Études et début de carrière
Philippe Apeloig nait à Paris en 1962. Il étudie dans la section « expression visuelle » à l’École Supérieure des Arts Appliqués Duperré, où la découverte de la calligraphie sera déterminante pour la suite de son parcours. Il entre ensuite à l’École nationale supérieure des Arts Décoratifs. C'est au cours de deux stages qu'il effectue en 1983 et 1985 à Amsterdam dans le studio Total Design de Wim Crouwel, qu'il s'intéresse particulièrement à la typographie. L'agence, qui a eu une forte influence sur le graphisme au Pays-Bas, utilise déjà l'ordinateur pour réaliser grilles et typographies.
Philippe Apeloig commence sa carrière de graphiste en 1985 au Musée d’Orsay, où il met en œuvre l’identité visuelle conçue par Bruno Monguzzi et Jean Widmer, et il signe, entre autres, l’affiche de la première exposition Chicago, naissance d’une métropole. En 1988, il obtient une bourse du Ministère des Affaires Étrangères et part travailler à Los Angeles avec April Greiman.

### Création de son studio
De retour de Californie, Apeloig crée son propre studio à Paris en 1989 et devient le directeur artistique du magazine Le Jardin des Modes.
En 1993-1994, il est pensionnaire à l'Académie de France à Rome, Villa Médicis, où il s’exerce au dessin de lettres. De ce travail, il obtient le Gold award décerné par le Tokyo Type Director Club. Nommé consultant artistique du musée du Louvre en 1997, il en devient le directeur artistique pour les outils de communication, de 2003 à 2007.

### Enseignement
De 1992 à 1998, Philippe Apeloig enseigne la typographie et le design graphique à l'École nationale supérieure des arts décoratifs (Ensad). En 1998, il s’installe aux États-Unis pendant cinq ans. Professeur à l'École de design de Rhode Island (Rhode Island School of Design), puis au Maryland Institute College of Art de Baltimore, il est recruté Full time faculty par la Cooper Union School of Art de New York, où il occupe aussi la position de conservateur du Herb Lubalin Study Center of Design and Typography.
Philippe Apeloig a créé les logotypes et identités visuelles des Musées de France, celui du Musée d’art et d’histoire du judaïsme à Paris à son ouverture en 1997, du Carré d’Art à Nîmes, de l'IUAV (Istituto Universitario di Architettura di Venezia) à Venise (2004), du French Institute Alliance Française (FIAF) à New York (2004), du Théâtre du Châtelet théâtre musical de Paris (2006), du groupe immobilier Icade (2003), du Médiateur européen, de l'année du Brésil en France Brésil-Brésils (2004), du Petit Palais (2004) – Musée des Beaux Arts de la Ville de Paris, de l'année Cézanne à Aix-en-Provence (2006), du Palais de la Découverte (2010), du Domaine de Chaumont-sur-Loire (2013), Festival de l’histoire de l’art à Fontainebleau, de la marque Puiforcat (2012), de l'Ameublement français (2015), du cinéma Le Balzac (2019), du Musée d’art moderne de Céret (2021), de l’Établissement public chargé de la conservation et de la restauration de Notre-Dame de Paris (2021), de l’Office du tourisme de Rouen (2022)... Il signe également le logo et la signalétique du Louvre Abou Dhabi (2017), en collaboration avec les Ateliers Jean Nouvel. Il travaille avec des éditeurs Flammarion, La Martinière, Le Serpent à Plumes, Phaidon, PUF, Robert Laffont. Affichiste de la Fête du Livre d’Aix-en-Provence depuis 1997, il signe de nombreuses autres affiches, comme celle de la rétrospective Yves Saint Laurent au Petit Palais à Paris en 2010. Il dessine les affiches des expositions Bateaux sur l’eau rivières et canaux pour les Voies navigables de France, à Rouen.
Il collabore à plusieurs reprise avec le groupe Hermès : en 2012 il renouvelle l'identité visuelle de l'entreprise d'orfèvrerie Puiforcat, puis conçoit celle du concours équestre Saut Hermès au Grand Palais à Paris. Ces collaborations l'amènent à imaginer, en 2015, les chiffres de la montre Slim pour La Montre Hermès, et la même année, un carré de soie célébrant le centenaire de la naissance de Roland Barthes, toujours pour la marque française.
Il dessine également des polices de caractères, diffusées par la fonderie suisse Nouvelle Noire.
En 2017, il réalise l'habillage des parfums saisonniers d’Issey Miyake, il conçoit la nouvelle identité visuelle de la Fédération de la haute couture et de la mode, puis il travaille avec HW / Ateliers Jean Nouvel pour la signalétique du Louvre Abou Dhabi, et conçoit l'identité visuelle du musée Yves Saint Laurent à Marrakech. Il a également travaillé avec la Manufacture de Sèvres, dont il réalise également l’identité visuelle, qui lui propose de dessiner des motifs sur trois services de porcelaine. Ce travail donne lieu au printemps 2017 à une exposition à la galerie parisienne de la Manufacture.
En 2013-2014, le Musée des Arts Décoratifs à Paris lui a consacré sa première rétrospective, intitulée « Typorama », qui retrace 30 ans d’une carrière qu’il a mis pareillement en scène dans un livre Typorama (édité par Les Arts Décoratifs en français et Thames & Hudson en anglais). À l'occasion de la réouverture du Smithsonian's Cooper-Hewitt National Museum, l'affiche Vivo in Typo a été présentée, accompagnée d'une série d'esquisses, qui donne à voir le processus de création du graphiste.
Le Stedelijk Museum d’Amsterdam a également exposé son travail, dans une nouvelle présentation, dans le cadre de l’exposition « Using Type », en 2015-2016. En 2017, la Dai Nippon Printing l’invite à exposer son travail à la GGG Ginza Graphic Gallery, à Tokyo. Un livre a été publié à l’occasion aux éditions GGG Books. Les affiches de Philippe Apeloig sont ensuite exposées à la Casa America de Madrid en 2018, et à l'Université Centro de Mexico en 2019.
En 2018, il publie aux éditions Gallimard Enfants de Paris, 1939-1945, qui rassemble plus de mille photographies des plaques commémoratives parisiennes, relatives à la Seconde Guerre mondiale. Au croisement entre mémoire et typographie, cette œuvre graphique livre une vision inédite et insolite de l’histoire récente de la capitale. L’ensemble des images de plaques commémoratives issues du livre est projeté les 16, 17 et 18 septembre 2021, à l’occasion des Journées européennes du Patrimoine, sur les murs du Panthéon à Paris. 
À l'occasion du 70e anniversaire de la Déclaration universelle des droits de l’Homme, SNCF Gares & Connexions demande à Apeloig de mettre en scène graphiquement les 30 articles de ce texte fondateur dans cent gares françaises.
En 2015 et 2019, il expose des dessins et des aquarelles à galerie Gilles Drouault Galerie / Multiples à Paris.
En 2022, les éditions Denoël lui confient la collection qui remet à l’honneur l’écrivain Blaise Cendrars au travers une publication de son œuvre complète.
À l’occasion du 150e anniversaire de la naissance de Colette, en 2023, la Société des amis de Colette lui demande une affiche afin de rendre hommage à l’extraordinaire liberté de la femme de lettres française et à sa modernité.
Plusieurs créations de Philippe Apeloig font partie des collections du MoMA, du SFMOMA, du LACMA, de la Bibliothèque nationale de France, du Musée des Arts Décoratifs à Paris, du Stedelijk Museum d'Amsterdam, du Smithsonian's Cooper-Hewitt National Museum à New York, du Museum für Gestaltung de Zurich, de la Maison du Livre et de l’Affiche de Chaumont, du Deutsches Plakat Museum à Essen, du Poster Museum à Lahti et du Ogaki Poster Museum au Japon.
Philippe Apeloig est membre de l’AGI (Alliance Graphique Internationale).
Il est nommé chevalier des Arts et des Lettres en 2011.

## Principales distinctions
- Gold Award du Tokyo Type Director Club (1995) pour les affiches Octobre ouvre la saison en musique et Octobre fait danser la saison.
- Philippe Apeloig est membre de l’Alliance Graphique Internationale (AGI) (1997).
- Premier Award, International TypoGraphic Awards, ISTD International Society of Typographic Designers (2004), Londres, pour l’affiche des Voies navigables de France Bateaux sur l’eau, rivières et canaux.
- Golden Bee Award, Golden Bee 6, Moscow International Biennale of Graphic Design (2004), catégorie affiches, pour l’affiche Vis pour nous / Vis sans nous.
- First Prize, Five Star Designers’ Banquet, International Invitational Poster Biennial Osaka (2006), prix et exposition organisés par l’University of Arts de la Ville d’Osaka, pour l’ensemble de son travail.
- Gold Award du Hong Kong International Poster Triennial (2007) pour l'affiche Kenzaburō Ōé: je suis de nouveau un homme.
- Golden Bee Award, Golden Bee 8, Moscow International Biennale of Graphic Design (2008), catégorie affiches, pour l’affiche Vivo in Typo.
- Premier Award, International TypoGraphic Award (2009), ISTD International society of typographic designers, Londres, pour le livre Typography 29. TDC Annual. Call for Entries.
- Overall Winner du International Society of Typographic Designers de Londres (2009) pour la série d'affiches saison 2008/2009 du Théâtre du Châtelet théâtre musical de Paris.
- Jagda Excellence Award (2012) pour l'affiche Kodo Dadan
- Gold Medal, Icograda Excellence Award et Jagda Excellence Award, Taiwan International Graphic Design Award (2013), pour les affiches Street Scene (Théâtre du Châtelet théâtre musical de Paris), Le Saut Hermès au Grand Palais (Hermès) et Kodo Dadan (Théâtre du Châtelet théâtre musical de Paris)
- Iconograda Excellence Award (2013) pour l'affiche Saut Hermès au Grand Palais
- Gold Medal du Taiwan International Graphic Design Award (2013) pour l'affiche Street Scene
- Lahti Prix, Lahti Poster Triennial (2014), Lahti Art Museum, Finlande pour l'affiche Bruits du monde (Fête du livre d'Aix-en-Provence)
- Premier Award, International TypoGraphic Award (2014), ISTD International society of typographic designers, Londres, pour les affiches du théâtre national de Toulouse Midi-Pyrénées, saisons 2012-13 et 2013-14.
- Golden Bee Award, Golden Bee (2014), Moscow International Biennale of Graphic Design, catégorie affiches, pour l’affiche Théâtre national de Toulouse Midi-Pyrénées, saison 2013-14
- Bronze Award, International Poster Triennal (2014), Hong Kong, catégorie «Promotion of Cultural Events» pour l’affiche Théâtre national de Toulouse Midi-Pyrénées, saison 2012-13
- Prix Thiers (2019) de l'Académie Française, pour le livre Enfants de Paris, 1939-1945 aux éditions Gallimard[13].

## Décorations
- Chevalier de l'ordre des Arts et des Lettres (2011)

## Réalisation marquantes

### Polices de caractères
Philippe Apeloig est le créateur de plusieurs polices de caractères, publiées depuis 2013 par la fonderie typographique Nouvelle Noire basée à Zurich, en Suisse : ABF, Aleph, Ali, Coupé, Izocel, Ndebele, Octobre, Poudre.

### Livres
- (en) Philippe Apeloig, The Spiral, the Hand and the Menorahauteurs, Gabriele Capelli Editore Sagi, 2002, 29 p. (ISBN 88-87469-01-6)
- (en) Jean Widmer, a Devotion to Modernism, The Herb Lubalin Study Center of Design and Typography, New York, 2003, 96 p. (ASIN B0006S5L8M)
- (en + fr) Philippe Apeloig, Inside the Word / Au Cœur Du Mot, Lars Muller Publishers, 2005 (ISBN 3907078411)
- (en + fr) Philippe Apeloig, Typorama, Les Arts Décoratifs / Thames & Hudson, 2013 (ISBN 9782916914435)
- (en + fr) Philippe Apeloig, The Substance of Letters / À la Racine des lettres, Design Friends, 2015
- (fr) Philippe Apeloig, Chroniques graphiques, Tind, 2016
- (en) Philippe Apeloig, Philippe Apeloig, GGG Books, 2017
- (fr) Philippe Apeloig, Enfants de Paris, 1939-1945, Gallimard, 2018

### Principales expositions

#### Expositions personnelles
- 1988, "Philippe Apeloig, affiches", Galerie Impression, Paris
- 1990, "Philippe Apeloig, affiches", Centre Arc-en-Rêve, Bordeaux
- 1997, "Poster in the context of French culture", Galerie GGG, Tokyo, Galerie DDD, Osaka
- 1999, "AA", Cooper Union School of Art, Houghton Gallery, NY
- 2000, "Le musée s'affiche/Posters for Museums", La Maison Française, New York University, New York
- 2001, "Au cœur du mot", Galerie Anatome, Paris
- 2003, "Philippe Apeloig, affiches", La Médiatine, Bruxelles
- 2003, "Philippe Apeloig, affiches", Galerija Avla NLB, Ljubljana
- 2004, "Philippe Apeloig, affiches", Dawson College, Montréal
- 2005, "Typo/Typé", Carré Sainte-Anne, Montpellier ; Musée d'Art Russe, Kiev
- 2005, "Play Type", The University of the Arts, Philadelphie
- 2008, "Vivo in Typo", Espace Topographique de l'art, Paris
- 2009, "La typographie animée/The animated typography", université de Québec, Montréal
- 2010, "Portes", gravures, Atelier Didier Mutel, Paris
- 2010, "OrienTYPOccident" avec Reza Abedini, Centre culturel français, Damas
- 2013, "Typorama. Philippe Apeloig, design graphique", Les Arts Décoratifs, Paris
- 2014, "Typo Apeloig", Cité du Livre, Aix-en-Provence
- 2015, "Using Type", Stedelijk Museum, Amsterdam
- 2016, "Tremblements essentiels", galerie de Multiples, Paris[14]
- 2017, "Apeloiggg", Galerie GGG, Tokyo
- 2017, "Apeloig à Sèvres", galerie de Sèvres, Paris
- 2018, "TypoApeloig. Un parisino en América", Casa de América, Madrid
- 2019, "TypoApeloig. Un parisino en América", Centro University, Mexico
- 2019, "Des coupes et Découpes", aquarelles, galeries de Multiples, Paris[15].

#### Expositions collectives
- 2001, "Typojanchi", Seoul Arts Center Design Gallery, Séoul
- 2004, "Grafist 8", Université des Beaux Arts de Mimar Sinan, Institut Français d'Istanbul, Istanbul
- 2004, "19e biennale internationale de l'affiche", Wilanow Poster Museum, Varsovie
- 2006, " Five stars' designers banquet", Osaka University of Arts, Osaka
- 2011, " Graphisme et création contemporaine", Bibliothèque nationale de France, Paris
- 2011, "Wim Crouwel – A graphic odyssey", Design Museum, Londres
- 2011, "Bewegte Schrift", exposition de groupe, Museum für Gestaltung, Zürich
- 2011-2012, "Type in Motion", Fundación Barrie, Vigo
- 2012, "Graphic Design: Now in Production", co-organisé par the Smithsonian's Cooper-Hewitt National Museum à New York et the Walker Art Center of Minneapolis, New York
- 2012, "20 Iconos del diseño Francés: L'Émoi du design", Institut Français, Madrid
- 2014, "De A à Z. De l'atelier au défilé", Arcade, atelier de recherche en création artistique et en design, Sainte Colombe, en Auxois.
- 2015, "How Posters Work", Smithsonian's Cooper-Hewitt National Museum, New York
- 2015, "Villissima", Hôtel des Arts, Toulon
- 2017, "Typomania", Musée de Moscou
- 2017, "Design Week", Saint-Pétersbourg

### Galerie

Logotype du label musée de France
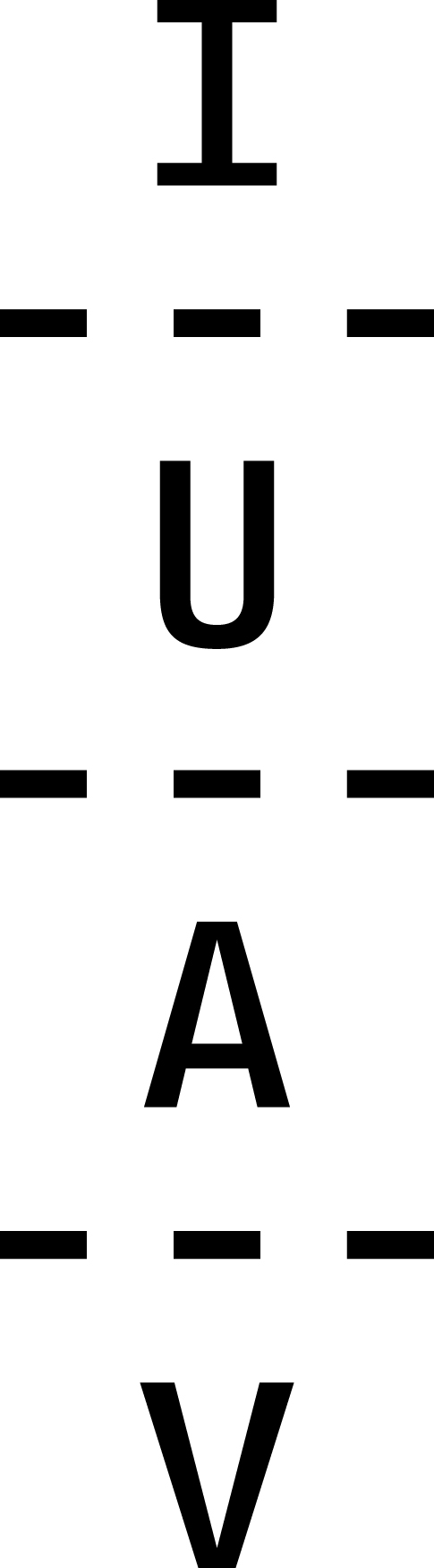
Logo de l'Università Iuav di Venezia
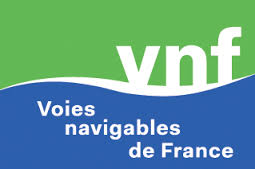
Logo de Voies navigables de France